# Joseph Wilhelm Johan Janssen
Joseph Wilhelm Johan Janssen (Ottersum, 15 november 1900 – aldaar, 21 november 1965) was een Nederlands politicus.
Hij werd geboren als zoon van Johannes Josephus Janssen (1871-1936; timmerman) en Anna Maria Artz (1876-1948; naaister). Hij was ambtenaar in Ottersum en vanaf 1930 adjunct-commies bij de gemeentesecretarie van Tegelen voor hij midden 1932 benoemd werd tot gemeentesecretaris van Ottersum. Hij was daarmee de opvolger van R.H.J. Harbers die burgemeester van Belfeld was geworden. Vanaf 1946 was Janssen de burgemeester van Ottersum. Ruim een week voor hij met pensioen zou gaan overleed hij in 1965 op 65-jarige leeftijd.